# Lev Kalyayev
Lev Alekseyevich Kalyayev  (russe : Лев Алексеевич Каляев ; né le 16 mai 1929 à Saint-Pétersbourg et mort le 19 août 1984) est un athlète russe, spécialiste du sprint.

## Carrière
Il s'adjuge le titre continental du relais 4 × 100 m à l'occasion des Championnats d'Europe de 1950, à Bruxelles, en compagnie de Vladimir Sukharev, Levan Sanadze et Nikolay Karakulov. L'équipe d'URSS, devance avec le temps de 41 s 5 la France et la Suède.
En 1952, lors des Jeux olympiques d'Helsinki, Lev Kalyayev remporte la médaille d'argent du relais 4 × 100 m avec Boris Tokarev, Levan Sanadze et Vladimir Sukharev.

### Palmarès
| Date | Compétition           | Lieu      | Résultat | Épreuve   |
| ---- | --------------------- | --------- | -------- | --------- |
| 1950 | Championnats d'Europe | Bruxelles | 1er      | 4 × 100 m |
| 1952 | Jeux olympiques       | Helsinki  | 2e       | 4 × 100 m |

### Records
| Épreuve | Performance | Lieu | Date |
| ------- | ----------- | ---- | ---- |
| 100 m   | 10 s 5      |      | 1951 |